# Église neuve de Bonnieux
L’église neuve est un des deux lieux de culte catholique de la commune de  Bonnieux, dans le département français de Vaucluse.

## Présentation
L'église neuve n'appartient pas à la commune, contrairement à la plupart des églises de France, réquisitionnées pendant la Révolution. Fruit d'une souscription privée, elle constitue une alternative à l'autre église de Bonnieux, dite « église vieille » ou « église haute » qui, en raison de sa difficulté d'accès par un escalier de 86 marches, était considérée comme « meurtrière pour tous les membres souffrants et infirmes de la paroisse ».

### Historique
Au début du XIVe siècle, Bonnieux devient terre pontificale et le demeure jusqu'au 14 septembre 1791. Cette appartenance au domaine pontifical en fait une enclave dans les terres du Comte de Provence, et lui donne de ce fait une place à part dans l'histoire de la région.
À partir du XVIIIe siècle, les congrégations religieuses se multiplient : Pénitents blancs et gris, Notre-Dame du Saint-Rosaire et de Sainte-Anne, de Saint-Joseph et de Saint-Charles. Elles finissent par entrer en concurrence les unes avec les autres.
La première pierre de l'église neuve est posée le 15 novembre 1866 sur le terrain dit Pra-de-Bourg et l'inauguration a lieu en 1870 en tant qu'église de la Transfiguration. Elle appartient aujourd'hui à l'Archidioscèce d'Avignon.

### Architecture
À l'intérieur, quatre primitifs du XVIe siècle provenant de la vieille église et représentant des scènes de la Passion du Christ sont visibles, ainsi que les œuvres d'un artiste domicilié à Bonnieux pendant de nombreuses années : Jorge (ou Georges) Soteras (1917–1990) : La descente de la Croix, La Nativité et un Christ à la couronne d'épines .
À l'extérieur, une fois les chapiteaux épannelés et posés, les faces engagées deviennent inaccessibles à la sculpture. Les feuilles d'acanthe que l'on peut observer ont donc été exécutées en atelier avant la pose. Cela devait ensuite permettre au sculpteur de terminer in situ l'ensemble de l'ornementation. Ce travail n'a cependant jamais été terminé, faute de crédits.

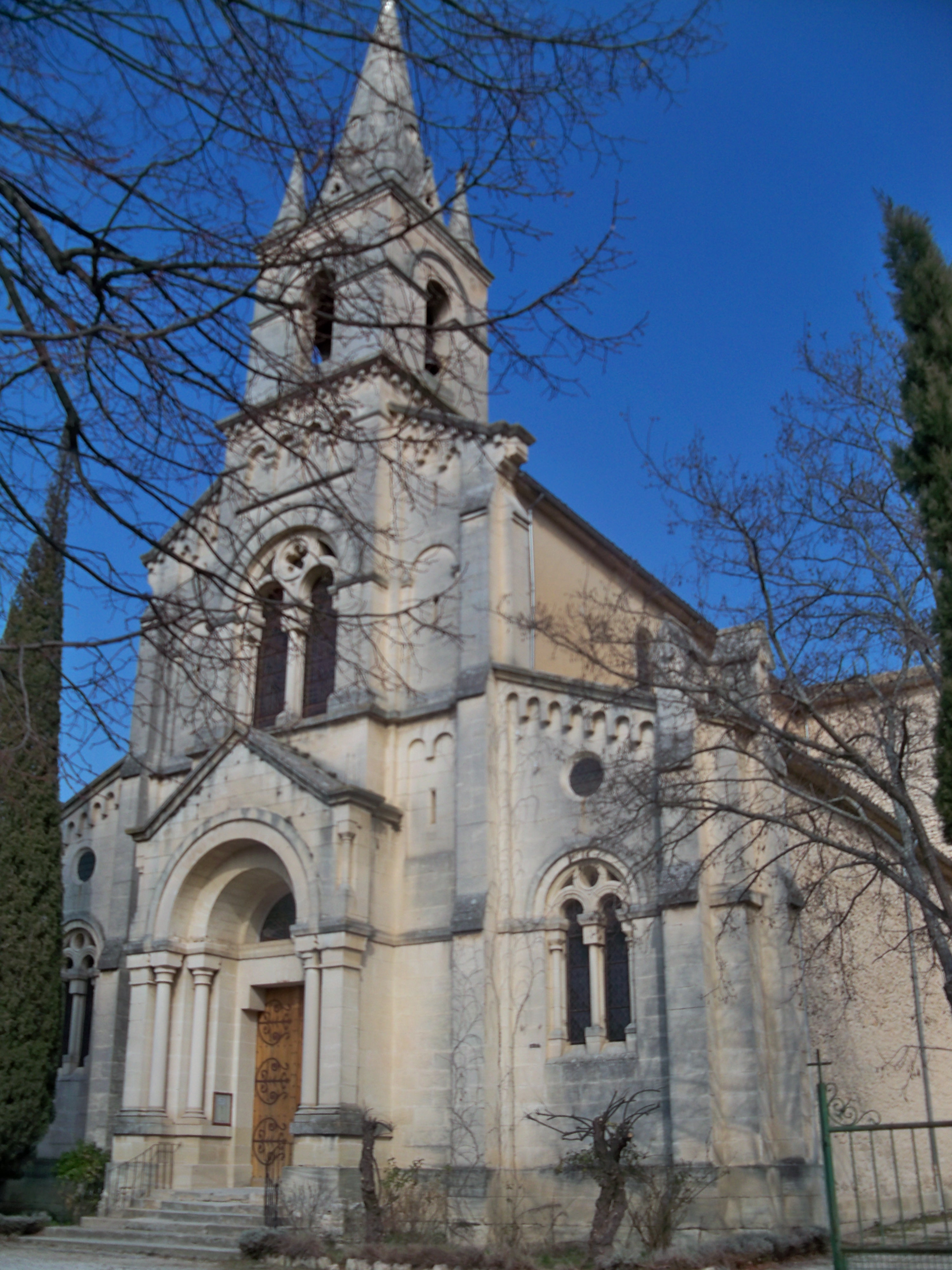
Façade de l'église neuve
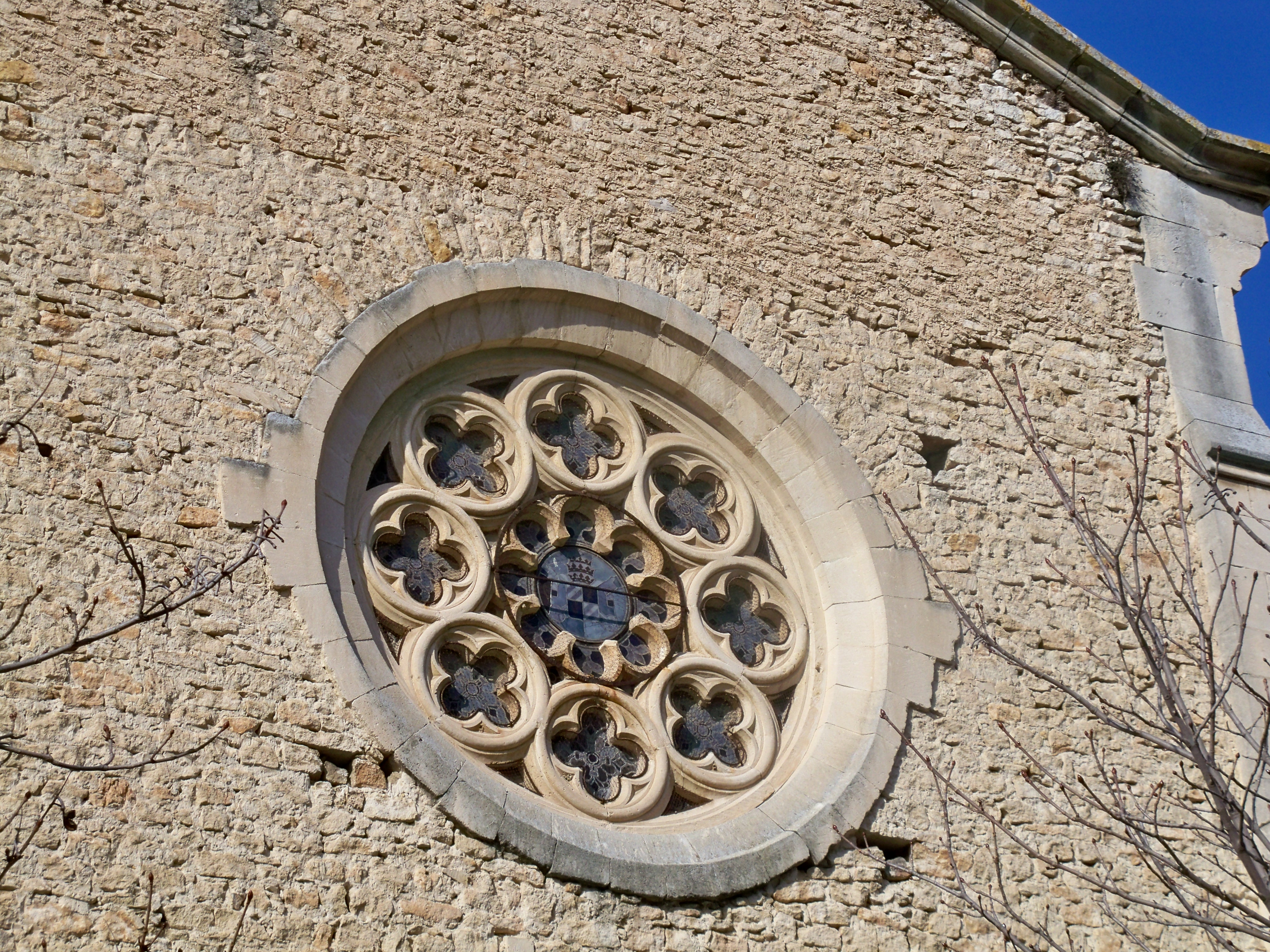
Rosace
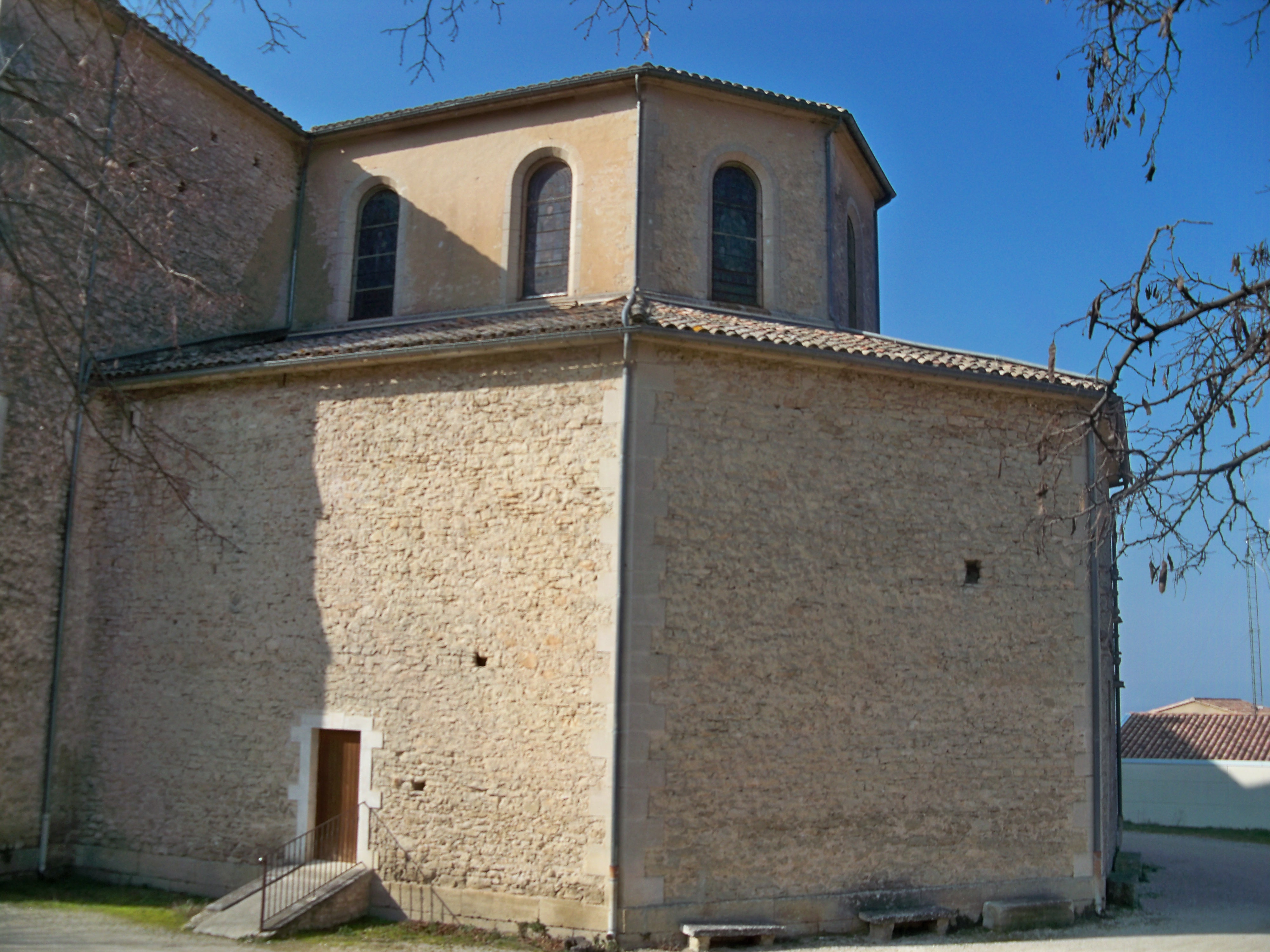
Abside